# Тиморская мухоловка
Тиморская мухоловка (лат. Ficedula timorensis) — вид птиц из семейства мухоловковых.

## Распространение
Эндемик Тимора.

## Описание
Оперение на голове у самцов и самок отличается. У первых оно чёрное, у вторых — тёмно-серое. Брюшко белое, через грудь проходит чёрная полоса. Хвост, шея и крылья чёрные, при этом верхняя часть крыльев и плечи насыщенно-каштановые. Глаза и клювы чёрные, ноги желтые.

## Биология
О биологии известно мало. Кормление птенцов взрослыми особями однократно наблюдали в декабре. Питаются эти птицы беспозвоночными.

## Охранный статус
МСОП присвоил виду охранный статус NT.